# Кнорр, Юлиус (пианист)
Юлиус Кнорр (нем. Julius Knorr; 22 сентября 1807, Лейпциг — 17 июня 1861, Лейпциг) — немецкий пианист и музыкальный педагог.
Изучал филологию и богословие в Лейпцигском университете, однако с 1827 года посвятил себя преимущественно музыке. Концертировал как пианист, известен, в частности, как первый исполнитель произведений Шопена в концертах Гевандхаусоркестра (1831). Был дружен с Робертом Шуманом, в 1834 г. вместе с ним основал «Новую музыкальную газету» и некоторое время был её первым главным редактором, затем, переболев малярией и запустив дела, вынужден был уступить руководство изданием Шуману.
Как методист Кнорр подготовил переработанное издание «Большой фортепианной школы» Августа Эберхарда Мюллера (1835), а затем выпустил собственный труд «Методическое руководство для учителя фортепиано» (нем. Methodischer Leitfaden für Clavierlehrer; 1849, ряд переизданий, английский перевод 1854) и развивающий его «Обстоятельная методика игры на фортепиано» (нем. Ausführliche Klaviermethode; 1859). Учениками Кнорра в Лейпциге были, в частности, Герман Адольф Волленхаупт, Теодор Кирхнер, Теодор Кокциус, Генрих Хенкель.